# Szojuz TM–34
A Szojuz TM–34 a Szojuz–TM sorozatú orosz háromszemélyes szállító űrhajó űrrepülése volt 2002-ben. A negyedik küldetés a Nemzetközi Űrállomásra (ISS). Csatlakozását követően a mentőűrhajó szerepét látta el.

## Küldetés
Feladata, hogy az űrhajósokat és az űrturistát az ISS-re szállítsa.

## Jellemzői
Tervezte a GKB (oroszul: Головное контрукторское бюро – ГКБ). Gyártotta a ZAO (oroszul: Закрытое акционерное общество). Üzemeltette (oroszul: Центральный научно-исследовательский институт машиностроения – ЦНИИМаш).
2002. április 25-én a bajkonuri űrrepülőtér indítóállomásról egy Szojuz–U2 juttatta Föld körüli, közeli körpályára. Hasznos terhe 7150 kilogramm, teljes hossza 6,98 méter, maximális átmérője 2,72 méter. Két napos önálló repülés után április 27-én dokkolt az ISS-sel. Az orbitális egység pályája 188,6 perces, 51,6 fokos hajlásszögű, elliptikus pálya-perigeuma 193 kilométer, apogeuma 247 kilométer volt.
Szolgálati ideje alatt több pályamódosító manővert hajtott végre (megemelte az ISS magasságát). A sorozat utolsó tagja, váltására elkészült a továbbfejlesztett Szojuz TMA típus. A legénység a személyre szabott ülések átrakodása után a Szojuz TM–33 mentőegységgel tért vissza a Földre.
2002. november 10-én Arkalik (oroszul: Арқалық)  városától 80 kilométerre, hagyományos – ejtőernyős – leereszkedési  technikával  ért Földet. Összesen 198 napot, 17 órát, 37 percet és 45 másodpercet töltött a világűrben. Föld körüli fordulatainak száma 3235.

## Személyzet

### Felszálláskor
- Jurij Pavlovics Gidzenko parancsnok
- Roberto Vittori fedélzeti mérnök
- Mark Shuttleworth fedélzeti mérnök

### Leszállásnál
- Szergej Viktorovics Zaljotyin parancsnok
- Frank De Winne fedélzeti mérnök
- Jurij Valentyinovics Loncsakov fedélzeti mérnök